# Röstenen
Röstenen (tidigare signum Bo Krause1966;73A, nuvarande signum Bo KJ73 U) är en urnordisk runsten som upptäcktes hösten 1919 vid gården Rö på Otterö i skärgården utanför Grebbestads fiskeläge i norra Bohuslän. Den restes strax därpå i närheten av den plats där den av ålder legat men idag finns den placerad på Historiska museet i Stockholm.

## Stenen
Röstenen är av granit, drygt 2 meter hög och mer än 1,2 meter bred; inskriften är anbragt på en jämn, men tyvärr genom flagring delvis skadad yta, i fyra parallella rader, som löper uppifrån nedåt. Runorna tillhör det äldre, 24-typiga futharken; språket är urnordiska med ännu bevarade ändelse- och mellanvokaler. Av runornas utseende, språkets beskaffenhet och inskriftens stilisering att döma tillhör den 400-talet, snarast dess förra hälft. Bland inskrifter före 600 är Röstenen den längsta som hittills upptäckts i Sverige, med över sextio runor. I Norge finns två längre inristningar på Eggjastenen och Hogganvikstenen. I likhet med de flesta andra runstenar så innehåller även den på Röstenen en minnesskrift.
En kopia av stenen finns idag på Otterön.

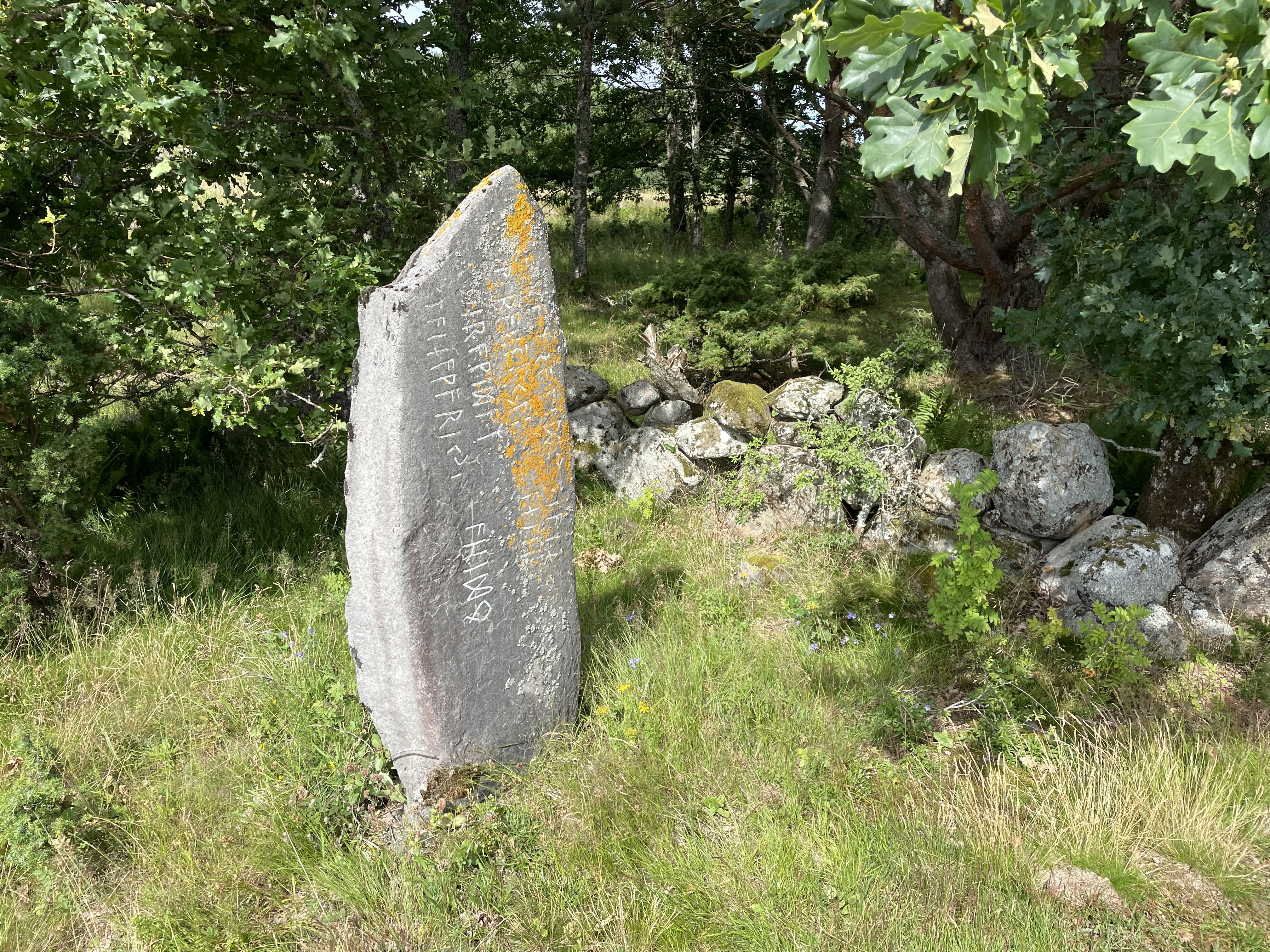
Röstenen, Otterön.

Runologen Otto von Friesen vid Röstenen, 1919, Otterön, Bohuslän

## Inskriften
Translitterering av runraden:
hra(z)az/hra(þ)az satido -tain ¶ ana----(r) ¶ swabaharjaz ¶ s-irawidaz ¶ ... stainawarijaz fahido
Normalisering till urnordiska:
Hrazaz/Hraþaz satido [s]tain[a] ... Swabaharjaz s[a]irawidaz. ... Stainawarijaz fahido.
Översättning till nusvenska:
Jag, Hrazaz/Hraþaz reste stenen ... Swabaharjaz med vida sår. ... Stainawarijaz ristade.

## Olika tolkningar
Det finns en del olika tolkningar av inskriften. Otto von Friesen gav 1924 följande översättning: ”Swabaharjaʀ (Svavar) är svekfullt dödad. Stainawarjaʀ (Stenar) ristade. Jag Hraʀaʀ (Rar) satte stenen här för alla tider”. En liknande tolkning gjordes av Sven B.F. Jansson 1963. Jansson läste Swabaharjaʀ ... sairawidaʀ. Stainawarijaʀ fahido. ek Hra[...]aʀ satido [s]tain[a] vilket översattes: "Swabaharjaʀ [är] lönnligt dräpt(?). [Jag,] Stainawarijaʀ, ristade. Jag, Hra[...]aʀ satte stenen.". Musset läste 1965 ek Hra(ʀ)aʀ satidō (s)tain(a) ana ... Swābaharjaʀ. ... Stainawarijaʀ fāhidō: "Jag, Hraʀaʀ, reste stenen efter ... Swābaharjaʀ. ... Stainwarijaʀ målade [runorna]". Krause läste 1966 (S)wābaharjaʀ s(a)irawīdaʀ [ek] Stainawarijaʀ (f)āhidō. ek Hra(ʀ)aʀ satidō [s](t)ain[a] an ā(la) [þa](r): "Swābaharjaʀ, med gapande sår - Jag, Stainawarijaʀ (=stenens/stenarnas väktare), färgade. Jag, Hraʀaʀ, reste stenen på denna bank/vall.". Flertalet andra runologer går på samma linje som Krause, bland andra Jesse Robert Smith 1971 och Maria Pia Marchese 1985. Otto Höfler (1971) läste ... Stainawarijaʀ fāhidō: "... [Jag], Stainawarijaʀ (=stenens väktare), målade." Antonsen läste 1975 (S)wābaharja(z) s(a)irawīdaz [ek] Stainawarijaz (f)a[i]hidō. ek Hrazaz satidō [s](t)ain[a] ana ...: "Swābaharjaz, med gapande sår - Jag, Stainawarijaz (=stenvärjaren), målade [den]. Jag, Hrazaz, reste stenen på …". Det senaste förslaget kommer från Alfred Bammesberger som 1999 läste Swābaharjaz som "har en *swēba-här".